# 恩古布

戟龍與人類比對圖，恩古布也被認爲可能是與戟龍類似的生物。

恩古布（Ngoubou）是一種據傳聞出沒于喀麥隆、有著六個角、類似犀牛并且會與大象爭鬥的神秘動物。2000年（或2001年），加拿大的神秘動物學組織卑詩科學研究神秘動物學俱樂部（British Columbia Scientific Cryptozoology Club，縮寫：B.C.S.C.C.）曾對喀麥隆進行考察，從當地俾格米人處獲得了下列信息：喀麥隆生存著一種名爲Ngoubou的犀牛，但與俾格米人說稱呼的Ngoubou并非同一種生物，後者有著數個角而犀牛衹有一個，并且在遠征隊到來前數年曾有部族成員獵殺一隻恩古布。BCSCC成員比尔·吉本斯（Bill Gibbons）試圖通過生物插圖進行調查，俾米格人認爲三角龍與恩古布相似但卻并非恩古布。在之後與班圖人的交談中，後者肯定了恩古布的存在，并且同樣表示三角龍（插圖）雖然恩古布相似但卻并非恩古布。